# زجاجي العين السينائي
زجاجي العين السينائي أو قُراد الجِمال السينائي (الاسم العلمي:Hyalomma sinaii) هو نوع من العنكبوتيات يتبع جنس زجاجي العين من فصيلة اللبوديات الصلبة.